# Emund Gripenhielm

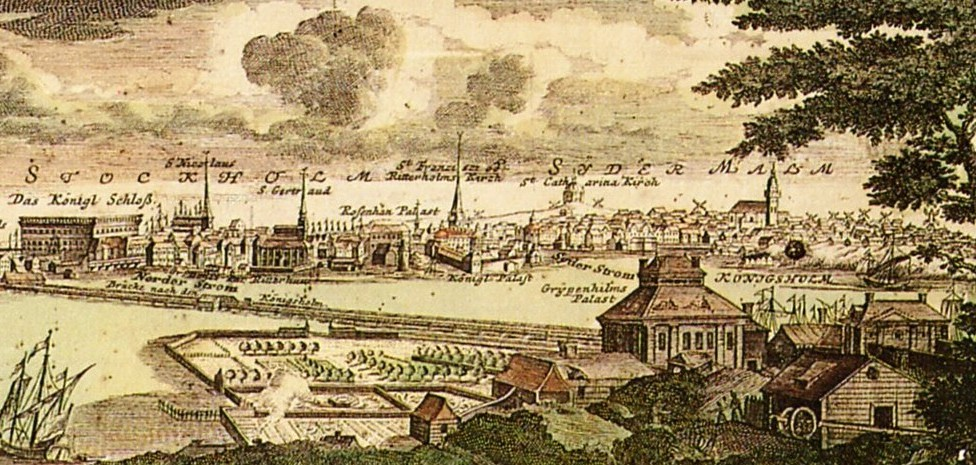
Gripenhielmska malmgården omkring 1700 med Stockholms siluett i bakgrunden. Kolorerat kopparstick från sekelskiftet 1700 upprättat av Anders Wijkman.

Emund Gripenhielm, tidigare Figrelius, född 24 mars 1622 i Skövde, död 15 december 1675 i Stockholm, var en svensk friherre (1673), ämbetsman och poet.

## Biografi
Emund Figrelius var son till kyrkoherden Nicolaus Emundi och Margareta Figrelia som var dotter till en kyrkoherde. Emund och hans syster Sara upptog moderns namn Figrelius. Systern gifte sig med Magnus Nicolai Celsius och blev stammoder till släkten Celsius.
Emund Figrelius blev som 18-åring student vid universitetet i Uppsala och senare handledare för Gustaf Karlsson Banér, med vilken han företog vidsträckta utrikes studieresor. 1650 utnämndes Figrelius till professor i historia i Uppsala. Sju år senare befordrades han till statssekreterare i kansliet och till handsekreterare hos Karl X Gustav, och deltog i denna roll vid fredsförhandlingarna i Danmark 1659–60. Kungen hade stort förtroende för honom, och på sin dödssäng (1660) utsåg han Emund Figrelius till lärare åt kronprins Karl. Samma år adlades den nytillsatte guvernören under namnet Gripenhielm.
Runt tidigt 1670-tal beskrev den italienska diplomaten Lorenzo Magalotti Gripenhielm som "en godmodig herre, som tycker om att dricka och äger alla de goda egenskaper som okunnigheten kan medföra."
När Karl XI blivit myndig överhopade han Emund Gripenhielm med nådebevis. Han utsågs till hovkansler 1671 och till riksråd 1673. 1674 kallades han till häradshövding i Västerbotten. Han var också inspektor vid Kungliga Biblioteket och finns representerad i de svenska psalmböckerna sedan 1695 med originaltexten till ett verk (1986 nr 635).
Gripenhielm hade en stor samling romerska mynt och ett stort bibliotek, med bland annat böcker från danska adelsbibliotek och polska kungliga bibliotek. Böckerna som hade förts till Sverige som krigsbyte hade han erhållit när han varit inspektor för Kungliga biblioteket. Han sägs ha varit mannen bakom pliktexemplaren till Kungliga biblioteket, visst är i alla fall att han verkställde lagen om denna.

### Egendom
Gripenhielm var friherre til Örneholm i Kexholms län och herre till Espeholt, Zimmershof och Skediga.

### Familj
Gripenhielm gifte sig första gången 13 februari 1651 i Uppsala med Barbara Lenaea Clo, dotter till ärkebiskop Johannes Canuti Lenaeus i Uppsala stift och Catharina Kenicia. De fick tillsammans barnen landshövdingen Nils Gripenhielm (1653–1706) i Stora Kopparbergs län, som var gift med friherrinnan Maria Elisabet Bonde, lagmannen Johan Gripenhielm (1653–1696) i Västmanlands lagsaga och direktören Carl Gripenhielm (1655–1694) vid Lantmäteriet.
Gripenhielm gifte sig andra gången 8 juli 1673 i Stockholm med friherrinnan Anna Rålamb (1649–1691), dotter till riksrådet Claes Rålamb och Anna Stålarm. De fick tillsammans barnen studenten Claes Gripenhielm (1674–1694) vid Uppsala universitet och bergmästaren Edmund Gripenhielm (1675–1724) i Skåne som var gift med Ebba Maria Svinhufvud af Qvalstad. Efter Gripenhielms död gifte Anna Rålamb om sig med översten och kommendanten, friherre Reinhold von Liewen.

### Psalmer
- En gång dö och sedan domen Finns på Wikisource.